# إدي إدواردز (تنس)
إدي إدواردز (بالإنجليزية: Eddie Edwards)‏ مواليد 3 يوليو 1956 في جوهانسبرغ، هو لاعب كرة مضرب جنوب أفريقي سابق وكان يلعب باليد اليمنى. أعلى تصنيف له في الفردي كان المركز الـ 42 في سنة 1986.

## روابط خارجية
- إدي إدواردز على موقع رابطة محترفي التنس (الإنجليزية)
- إدي إدواردز على موقع الاتحاد الدولي لكرة المضرب (الإنجليزية)
- إدي إدواردز على موقع خلاصة التنس.كوم (الإنجليزية)